# Albatàrrec
Albatàrrec (spanisch: spanisch Albatárrech) ist eine Gemeinde (municipio) mit 2.251 Einwohnern (Stand: 2024) in der Comarca Segrià im Nordosten Spaniens. Sie zählt zur Autonomen Gemeinschaft Katalonien.
Die Gemeinde liegt am Ignatiusweg und am Camino Catalán.

## Lage, Name, Geschichte
Albatàrrec liegt am Fluss Segre, des längsten Nebenflusses des Ebro und Namensgebers der Comarca Segrià, nur wenige Kilometer südlich von Lleida, der Hauptstadt von Provinz und Comarca. Das Gemeindegebiet gliedert sich in drei gut differenzierte natürlichen Einheiten: In der Nähe des Segre findet sich ein alluviales Gebiet mit quartären Terrassen, im Osten die Ebene von Urgell und im Südosten der Hügel von Pedrós mit 229 Höhenmetern und offene mediterrane Strauchheiden-Formationen, Garigue genannt bzw. auf Spanisch Garrigueña. Die Ortschaft ist spiralförmig rund um das Kastell gewachsen.
Die etymologische Herkunft des Namens ist umstritten. Es könnte ein arabischer Name sein, ein baskischer oder ein vorrömischer. Einige alte Formen sind bekannt: Albatarre (1228) oder Albatarra (1359), beide ohne finales -c. Von Einwohnern wird der Ort Albatarri oder Batarri genannt. Jene Autoren, die eine arabische Herkunft für wahrscheinlich halten, Albatárrech, nennen als Ursprung Abu-al-Ṭāriq/أبو الطارق. Der Name soll sich auf die Viehtränke beziehen, die es seit Jahrhunderten im Ort gibt, gelegen nahe der heutigen Schule.
Albatàrrec ist mittelalterlichen Ursprungs und gehörte bis zum 14. Jahrhundert zur Stadt Lleida. Die Gemeinde war traditionell landwirtschaftlich geprägt und hatte im Laufe der Zeit verschiedene Lehensherren – das Frauenkloster Bonrepòs, die Zisterzienserabtei Santes Creus, Antoni Riquer und die Familie Espolter. Nach dem Aufstand der Schnitter (1640–1659) war das Gemeindegebiet praktisch entvölkert. Doch die vorteilhafte Lage neben dem Segre und nahe Lleida begünstigte ab dem 18. Jahrhundert erneut das Bevölkerungswachstum. 1717 betrug die Einwohnerzahl 62, 1787 bereits 204 und stieg dann bis 1857 auf 479.

## Historische Bauten
Der Kern der Ortschaft ist von historischen Gebäuden geprägt und gut erhalten.

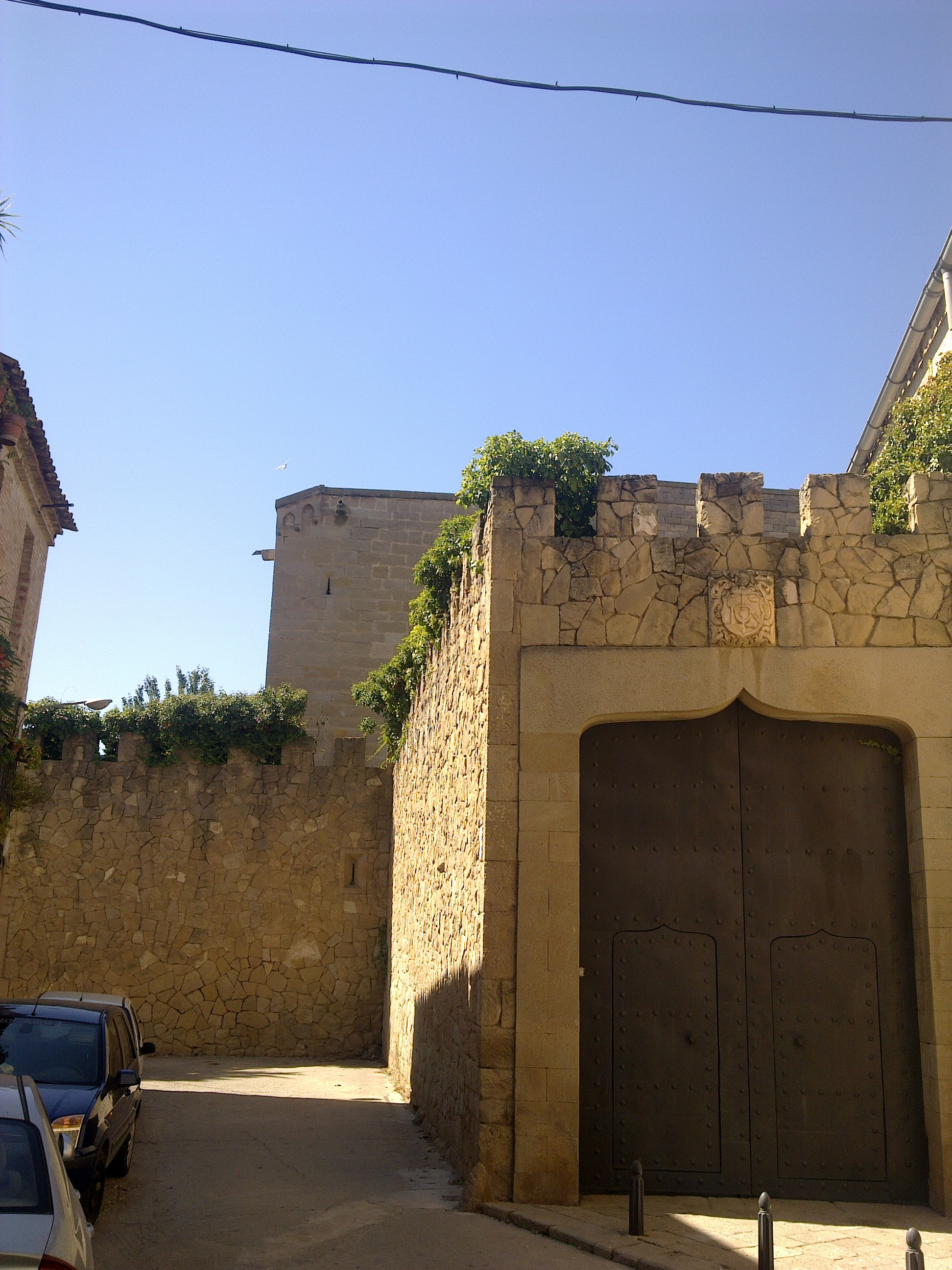
Castell del Albatàrrec
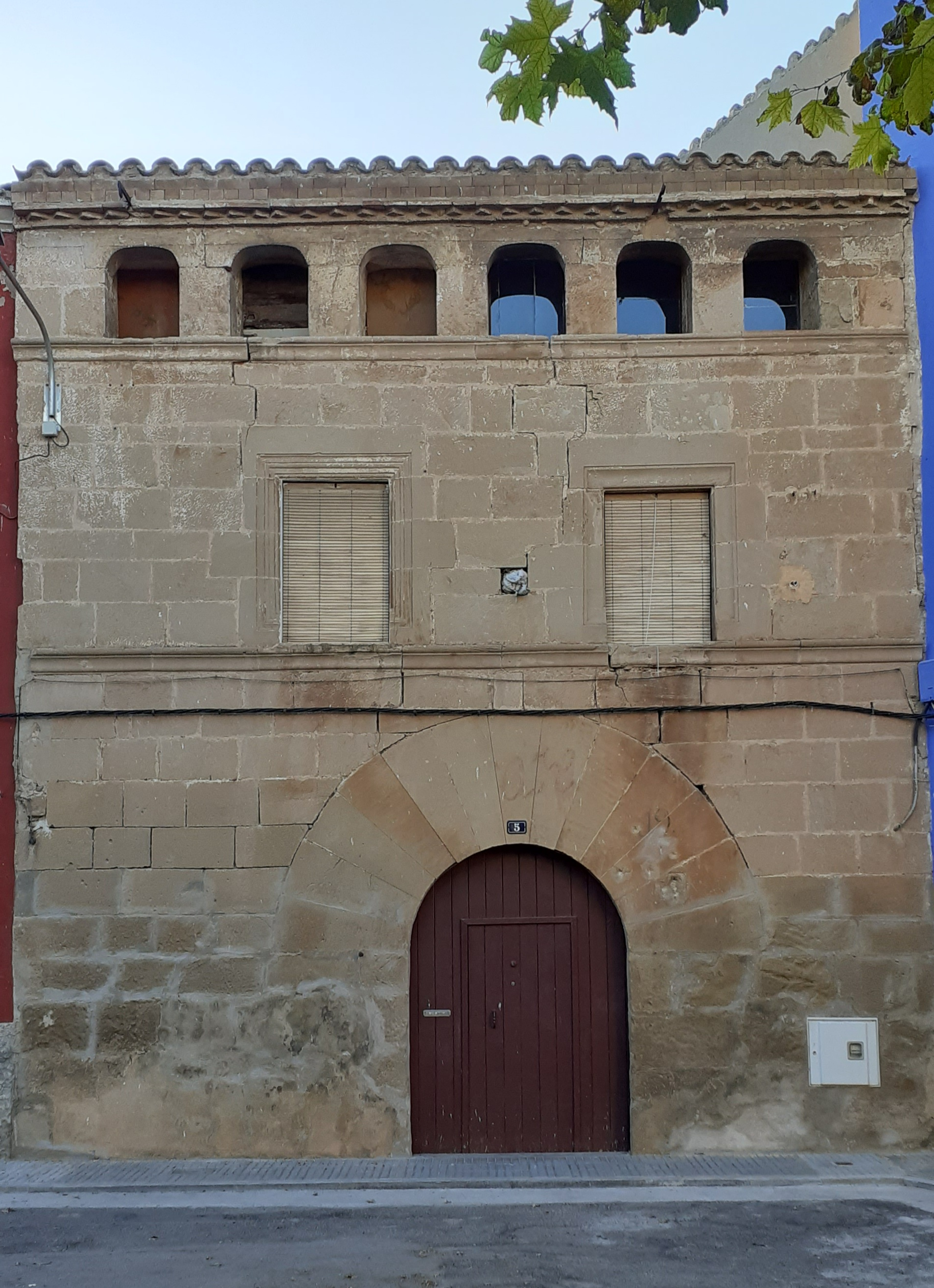
Cal Pitrera
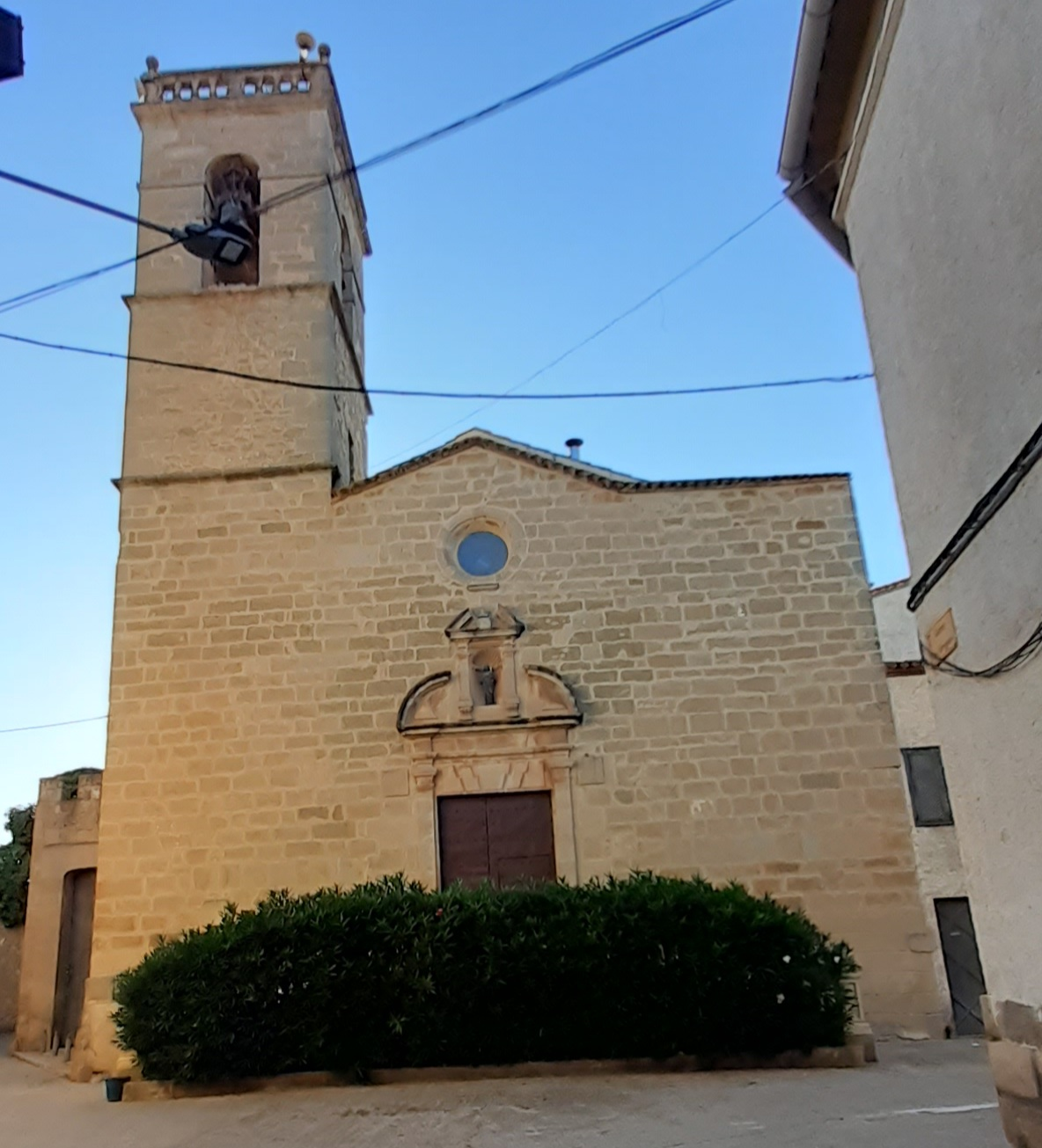
Kirche Sant Salvador
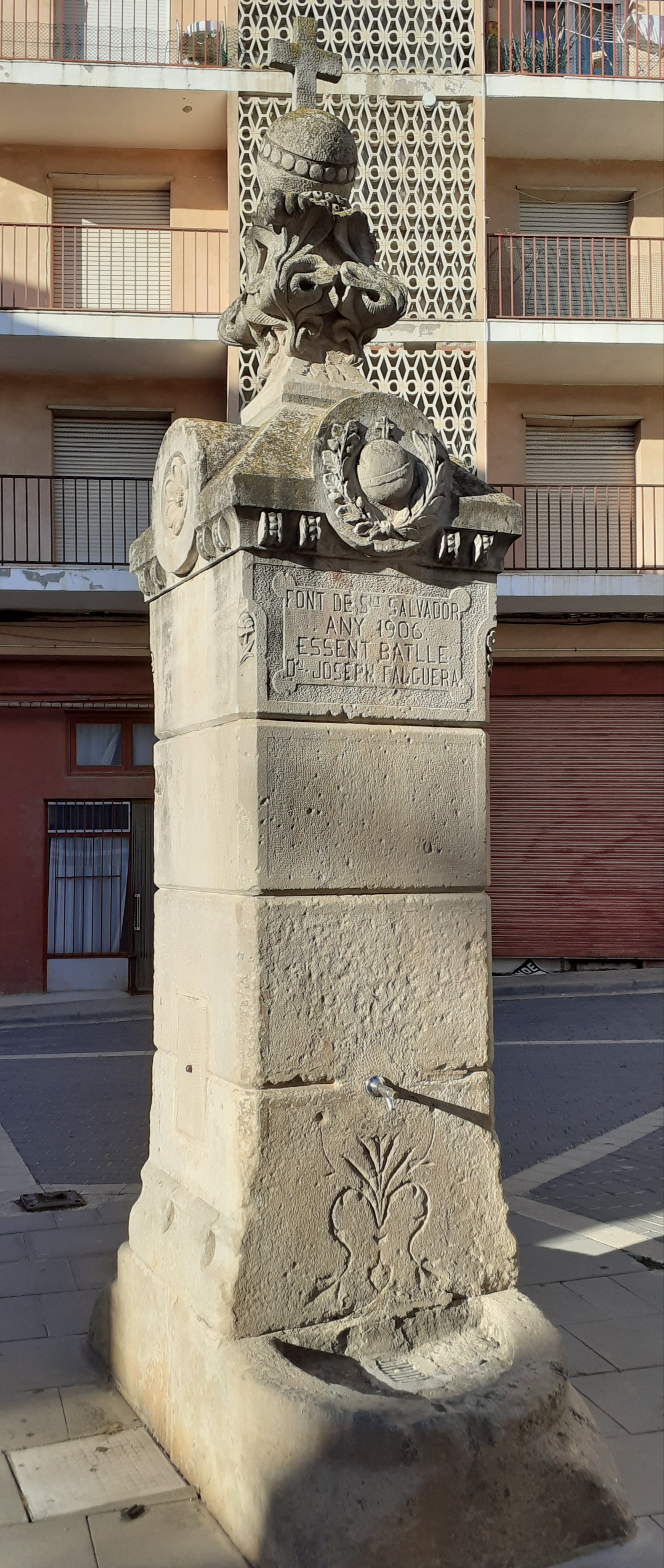
Brunnen Sant Salvador
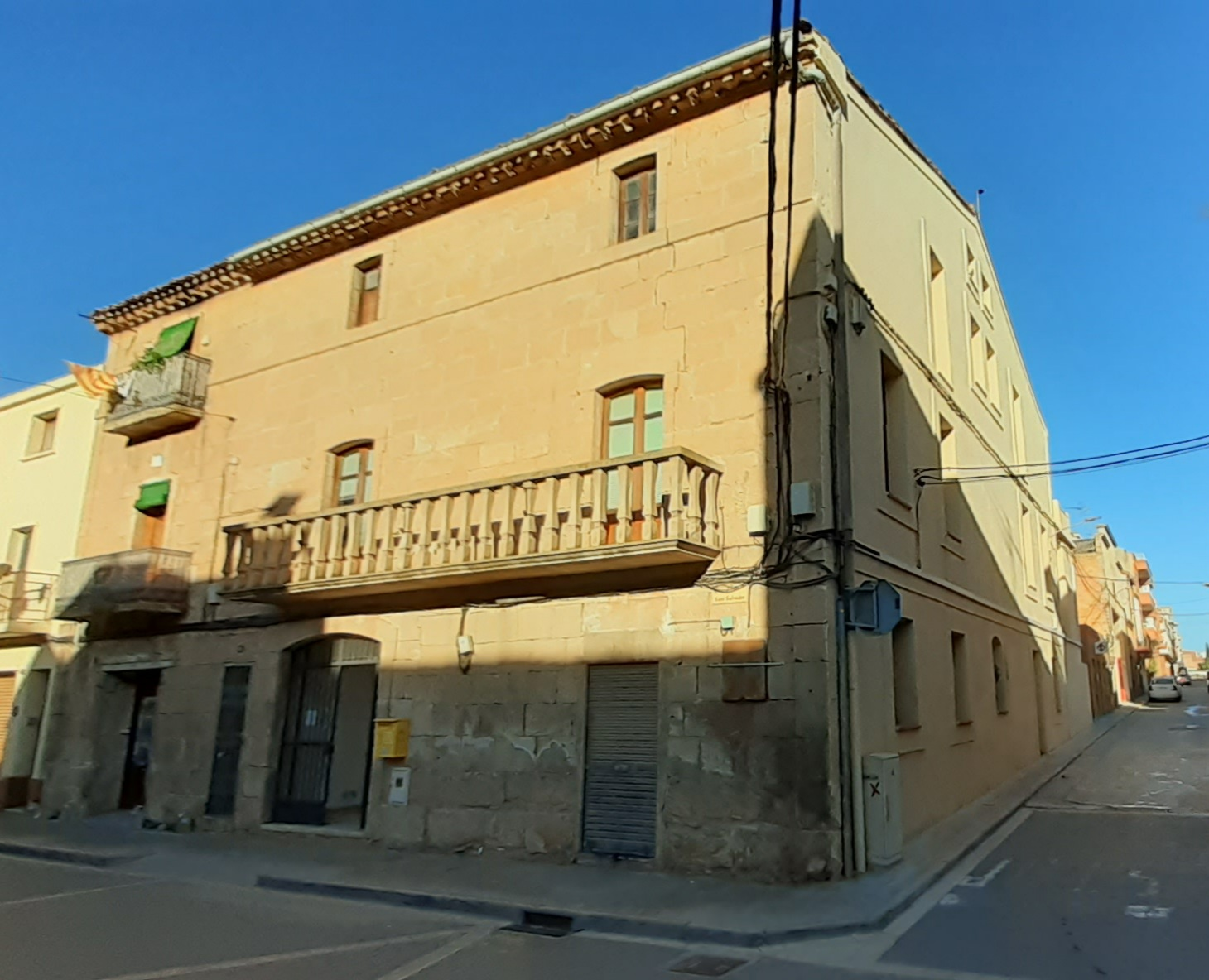
Rathaus
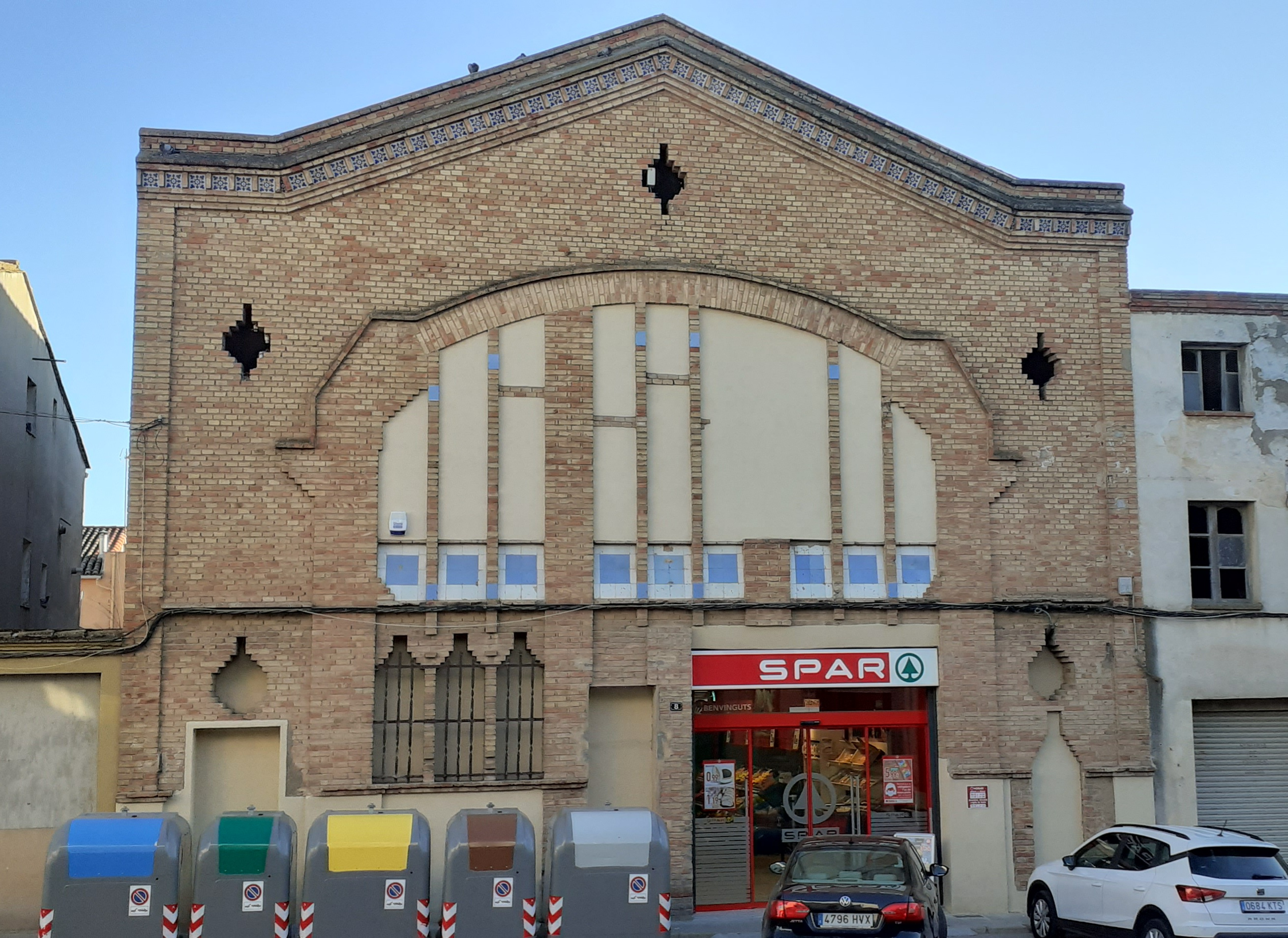
Verband der Landwirte

### Castell del Albatàrrec
Das Kastell, auch Castell dels Espolters genannt, wurde im 13. Jahrhundert von Jon Esteve d’Âlberes am linken Ufer des Segre erbaut. Am rechten Ufer wurde das Kastell de Gardeny errichtet, den Templern gewidmet – als Dank und Anerkennung für ihren Beitrag an der Eroberung der Stadt Lleida von den Mauren. Die beiden Festungen sollten arabische Rückeroberungen unterbinden. Mitte des 16. Jahrhunderts, als kein Bedarf mehr an Verteidigungslinien bestand, wurde die Burg zu einem Wohnpalast im Renaissancestil umgebaut. Bauherr war Martí Joan d’Espolter, das Kastell (und damit verbunden die Baronie von Albatàrrec) sollte zwei Jahrhunderte lang im Familienbesitz bleiben. Mitte des 18. Jahrhunderts zählte es zum Besitz von Vicenç d'Espolter, dem Herrn von Pedrós. Später ging die Liegenschaft an die Familien Àger, Malla und Conanglell über. Das Kastell wurde zwischen 1924 und 1926 im mittelalterlichen Stil restauriert. Es steht unter Denkmalschutz, befindet sich in Privatbesitz und beherbergt ein Restaurant. Ein spanischer Rotwein, dort kredenzt, trägt den Namen Castell d' Albatarrec. Das Kastell wird auch als Hochzeitslocation genutzt.

### Cal Pitrera
An der plaça Sant Roc gelegen steht ein Haus mit charakteristischer Fassade. Im Erdgeschoss findet sich ein gewölbter Bogen mit der Einfahrt, im ersten Stock zwei rechteckige Fenster und im Dachgeschoss eine Galerie aus sechs halbkreisförmigen Bögen. Die Verkleidung besteht aus großen, regelmäßigen Quadern. Das Haus ist in den Inventari del Patrimoni Arquitectònic Català verzeichnet, es steht unter Denkmalschutz.

### Església de Sant Salvador

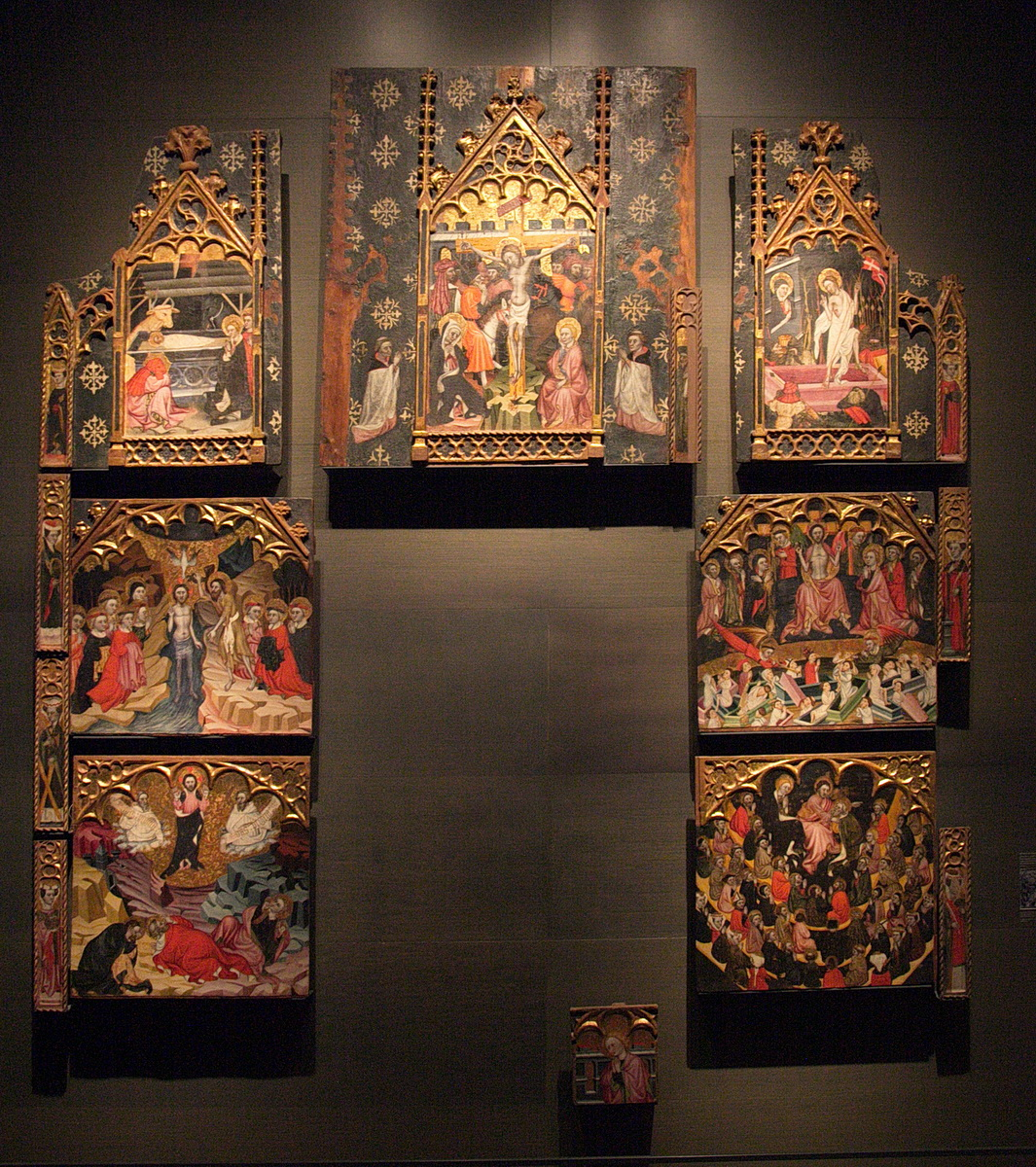
Das Altarbild der Església de Sant Salvador, Jaume Ferrer zugeschrieben

Im frühen 18. Jahrhundert stürzte, während die Gläubigen Messe feierten, die alte Kirche ein. Die Eigentümer des Grundstücks, auf welchem die Kirche errichtet worden war – unmittelbar neben dem Kastell gelegen, forderten den Platz zurück. Nur der Hartnäckigkeit der Stadträte Josep Biosca und Antoni Falguera war zu verdanken, dass das Gotteshaus an derselben Stelle neu gebaut werden konnte. Die beiden Stadträte sicherten auch die Finanzierung des Neubaus. Bischof Galindo weihte die Església de Sant Salvador im Jahr 1740 ein. Das Portal ist im Stile des Barocks gestaltet, das Altarbild des Erlösers jedoch stammt aus der Gotik. Es wird Jaume Ferrer zugeschrieben, einem Vertreter der gleichnamigen Malerdynastie, der es zu Beginn des 15. Jahrhunderts geschaffen haben soll. Das siebenteilige Bild kam im Jahre 1749 in den Besitz der Pfarrgemeinde, nachdem die Kathedrale Seu Vella von Lleida in eine Kaserne umgewidmet worden war. Einige der dortigen Altarbilder wurden auf Kirchen der Region verteilt.

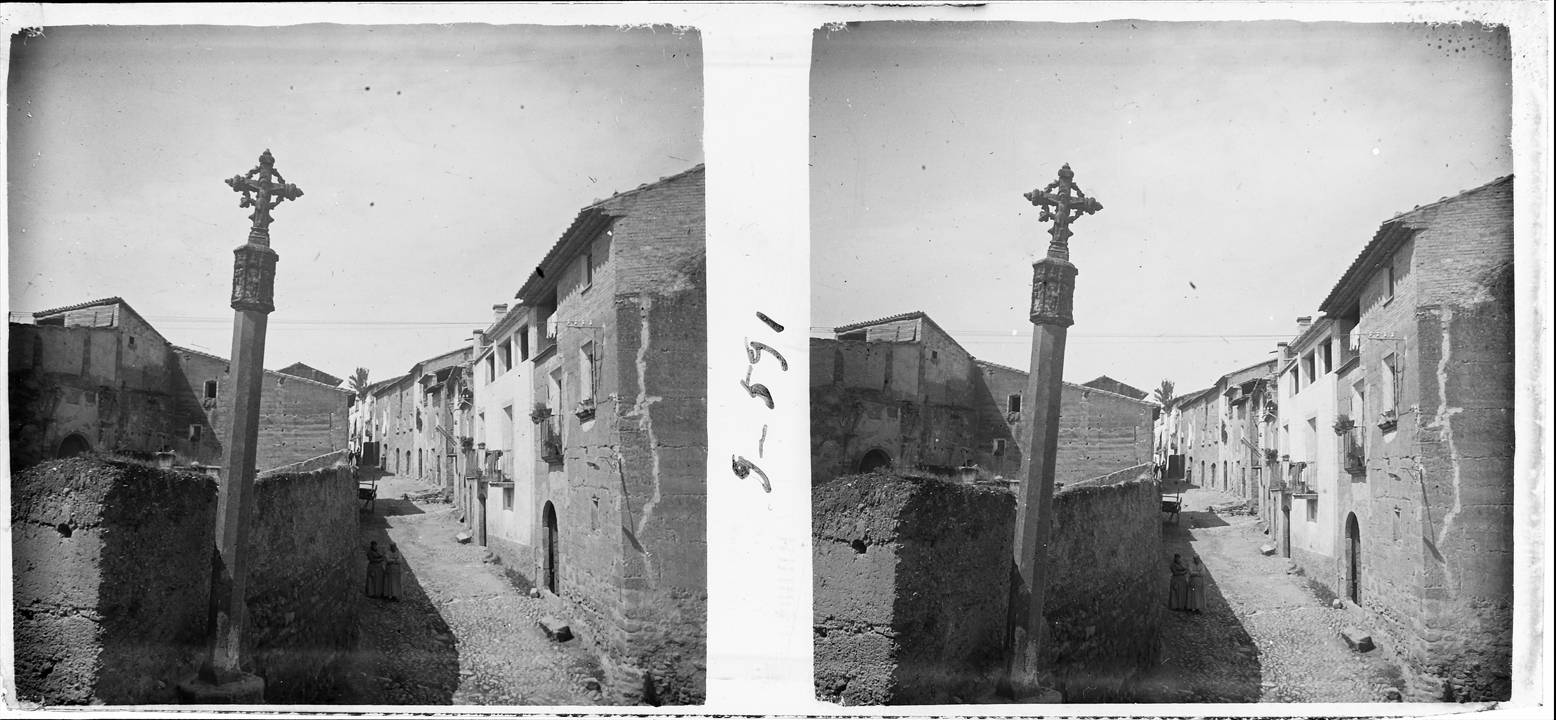
Aufnahme von Josep Salvany i Blanch, 1921

Das Straßenbild der Ortschaft war jahrhundertelang von religiösen Symbolen geprägt, wie auch Aufnahmen des katalanischen Fotografen Josep Salvany i Blanch (1866–1929) zeigen. Ein wichtiger Brunnen trägt, ebenso wie die Kirche, den Namen des Ortspatrons Sant Salvador.

An der Plaça Ramon Felip errichtete der Architekt Cèsar Martinell (1888–1973) den Sitz der Cooperativa Agrícola d’Albatàrrec, der landwirtschaftlichen Kooperative des Landstrichs, ein Beispiel funktionaler Architektur des frühen 20. Jahrhunderts.

## Demographische Angaben
Entwicklung der Einwohnerzahl:

## Landwirtschaft und Tourismus
Es dominieren der Obstanbau (Birnen, Äpfel, Nektarinen und Pfirsiche) und die Rinderzucht.
Touristisch positioniert sich die Gemeinde mit Angeboten für Wanderer und Mountain Biker. Sowohl Ignatius-, als auch Jakobsweg führen durch das Gemeindegebiet. Der Ignatiusweg folgt der Strecke, die der später heiliggesprochene Ignatius von Loyola im Jahr 1522 von seinem Geburtsort im Baskenland bis nach Manresa zurücklegte. Als Camino Catalán bezeichnet werden jene katalonischen Pilgerwege, die als Zubringer zum eigentlichen Jakobsweg dienen. Albatàrrec liegt an der Etappe 6L, die von Lleida über Alcarràs nach Fraga führt und insgesamt 32,9 km lang ist.
Erreicht werden kann die Ortschaft über die Autopista AP-2, die durch die Gemeinde führt.

## Persönlichkeiten

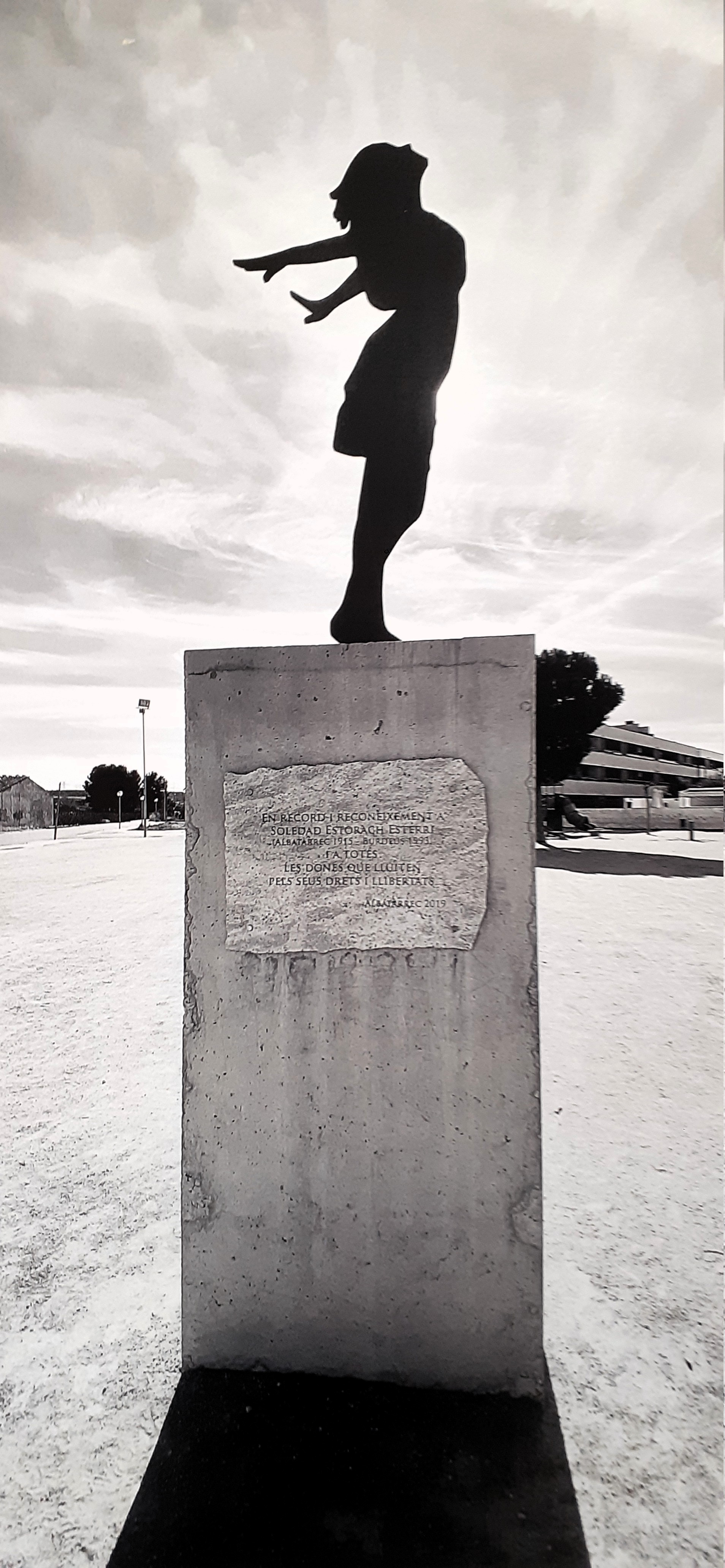
Skulptur zum Gedenken an Soledad Estorach

- Soledad Estorach (1915–1993), die in Albatàrrec geboren wurde und aufwuchs, war Anarchistin und Kämpferin im Spanischen Bürgerkrieg. Sie engagierte sich für Frauenrechte, gründete die Mujeres Libres von Katalonien und das Casal de la Mujer Trabajadora. 1940 ging sie mit ihrem Lebensgefährten Andrés G. De la Riva ins Exil nach Frankreich.[18]
- Carmelo Carrera Botines (1916–1941) war ein Republikaner, der nach Frankreich flüchtete, von Vertretern des NS-Regimes dort verhaftet, nach Mauthausen deportiert und im Außenlager Gusen ermordet wurde. Zu seinem Gedenken wurde an der Plaça Ramon Flip ein Stolperstein verlegt.[19]